# Uraeginthus cyanocephalus
Uraeginthus cyanocephalus е вид птица от семейство Estrildidae.

## Разпространение
Видът е разпространен в Етиопия, Кения, Сомалия, Судан, Танзания и Южен Судан.